# Mokokchung
Mokokchung ist eine Stadt im indischen Bundesstaat Nagaland. Mokokchung ist die kulturelle Hauptstadt der Ao und das wirtschaftlich und politisch wichtigste städtische Zentrum im nördlichen Nagaland.
Die Stadt ist Hauptort des Distrikts Mokokchung. Mokokchung hat den Status eines Municipal Committee.  Die Stadt ist in 18 Wards gegliedert. Sie hatte am Stichtag der Volkszählung 2011 35.913 Einwohner, von denen 18.898 Männer und 17.015 Frauen waren. Christen bilden mit einem Anteil von über 86 % die Mehrheit der Bevölkerung in der Stadt. Hindus bilden eine Minderheit von über 11 %. Die Alphabetisierungsrate lag 2011 bei 94,6 % und damit deutlich über dem nationalen Durchschnitt. 83,5 % gehören den Scheduled Tribes an.